# Długa rozmowa z ptakiem
Długa rozmowa z ptakiem (niem. Das lange Gespräch mit dem Vogel) – niemiecki film obyczajowy z roku 1992 w reżyserii Krzysztofa Zanussiego.

## Fabuła
Czterdziestoletni aktor John Barth zaczyna wątpić w sens życia, pewnego dnia poznaje młodszą od siebie Laurę, w której się zakochuje. Postanawiają wyjechać w podróż do Tajlandii...

## Obsada
- Daniel Olbrychski – Angelo
- Olivia Leigh – Laura
- Isolde Barth – ciotka Mathilde
- Jiří Menzel – reżyser
- Hannelore Elsner – Polly
- Brigitte Fossey – Elisabeth Halbritter
- Robert Powell – John Barth
- Rüdiger Vogler – Dr. Halbritter